# 서우영
서우영(1969년 2월 17일 ~ )은 대한민국의 가수이다.

## 개요
서우영은 윤도현, 이정열, 엄태환과 김광석 프로젝트 밴드으로 활동하였다.
강산에《삐딱하게》, 이은미 《사람들은 너무쉽게 말을해》, [자유인]작곡.
윤도현밴드[한국락 다시부르기],박기영[블루 스카이]디렉터를 하였다
미국 LA에서 열린 헐리우드 광고제(NXT STAGE 2012 Hollywood International Advertising Awards)에서
브랜디드 엔터테인먼트 음악부문 은상 수상(share the vision).

## 앨범

### 정규
- 1993년 1th The Time House
- 1996년 2nd 樂 큰 Roll
- 2000년 3rd View From A Bottle
- 2004년 4th 가끔

### O.S.T
- 2004년 인간시장 2004